# Bangalore Open
Bangalore Open — професійний жіночий тенісний турнір, який проводився в індійських містах Хайдерабаді та Бенгалуру від 2003 до 2008 року. 
Змагання проходили на відкритих кортах з хардовим покриттям.

## Історія турніру
Турнір організувала Індійська тенісна федерація напередодні сезону-2003 під назвою WTA Indian Open. Цей і два наступні змагання мали 4-ту категорію за градацією WTA і проходили в Хайдерабаді.
У 2006 році змагання змінило арену, переїхавши до Бенгалуру. У тому ж сезоні став рости статус турніру — спочатку до 3-ї, а 2008 року до 2-ї категорії.
Турнір значився в попередньому календарі WTA і на сезон-2009, але в останній момент його скасували.

### Переможці та фіналісти
За історію одиночного турніру в його фіналі зіграло одинадцять тенісисток. Лише італійка Мара Сантанджело змогла двічі дійти до вирішального матчу.
Парні змагання двічі підкорялися Сані Мірзі і Лізель Губер, які разом завоювали обидва титули. Тричі грала у фіналах індійського турніру китаянка Сунь Тяньтянь, але завоювала лише один титул.
Єдиною тенісисткою, яка перемагала на змаганнях в обох розрядах, є місцева тенісистка Саня Мірза. Також у фіналах і в одиночному і в парному розряді грала Ірода Туляганова, однак їй перемагати вдавалося лише в змаганні дуетів.
Єдиний мононаціональний фінал відбувся 2005 року в парному розряді — всі чотири фіналістки представляли Китай.

## Фінали

### Одиночний розряд
| Місце                    | Рік                      | Чемпіонка          | Фіналістка        | Рахунок            |
| ------------------------ | ------------------------ | ------------------ | ----------------- | ------------------ |
| Бенгалуру                | 2008                     | Серена Вільямс     | Патті Шнідер      | 7–5, 6–3           |
| Бенгалуру                | ↑ Турнір 2-ї категорії ↑ |                    |                   |                    |
| Бенгалуру                | 2007                     | Ярослава Шведова   | Мара Сантанджело  | 6–4, 6–4           |
| Бенгалуру                | 2006                     | Мара Сантанджело   | Єлена Костанич    | 3–6, 7–6(7–5), 6–3 |
| ↑ Турнір 3-ї категорії ↑ |                          |                    |                   |                    |
| Хайдерабад               | 2005                     | Саня Мірза         | Альона Бондаренко | 6–4, 5–7, 6–3      |
| Хайдерабад               | 2004                     | Ніколь Пратт       | Марія Кириленко   | 7–6, 6–1           |
| Хайдерабад               | 2003                     | Тамарін Танасугарн | Ірода Туляганова  | 6–4, 6–4           |
| ↑ Турнір 4-ї категорії ↑ |                          |                    |                   |                    |

### Парний розряд
| Місце      | Рік  | Чемпіонки                        | Фіналістки                        | Рахунок               |
| ---------- | ---- | -------------------------------- | --------------------------------- | --------------------- |
| Хайдерабад | 2003 | Олена Лиховцева Ірода Туляганова | Євгенія Куликовська Тетяна Пучек  | 6–4, 6–4              |
| Хайдерабад | 2003 | Лізель Губер Саня Мірза          | Лі Тін Сунь Тяньтянь              | 7–6, 6–4              |
| Хайдерабад | 2003 | Янь Цзи Чжен Цзє                 | Лі Тін Сунь Тяньтянь              | 6–4, 6–1              |
| Бенгалуру  | 2006 | Лізель Губер Саня Мірза          | Анастасія Родіонова Олена Весніна | 6–3, 6–3              |
| Бенгалуру  | 2007 | Чжань Юнжань Чжуан Цзяжун        | Сє Шувей Алла Кудрявцева          | 6–7(4–7), 6–2, [11–9] |
| Бенгалуру  | 2008 | Пен Шуай Сунь Тяньтянь           | Чжань Юнжань Чжуан Цзяжун         | 6–4, 5–7, [10–8]      |